# Eduardo Nájera
Eduardo Alonso Nájera Perez, né le 11 juillet 1976 à Chihuahua au Mexique, est un joueur mexicain de basket-ball évoluant au poste d'ailier. Il est surtout connu pour sa défense.

## Biographie
Il joue 4 saisons de 1997 à 2000 en NCAA dans le club universitaire des Sooners de l'Oklahoma de l'université d'Oklahoma. En 2000 il est drafté en National Basketball Association (NBA) par les Rockets de Houston. Il est le premier Mexicain drafté en NBA. Objet d'un prêt groupé, il effectue sa première saison en NBA avec les Mavericks de Dallas avec lesquels il reste jusqu'en 2004. Il est ensuite transféré aux Warriors de Golden State. Souvent blessé il perd sa place dans la rotation et part aux Nuggets de Denver l'année suivante où il retrouve sa place dans la rotation. Il joue ensuite aux Nets du New Jersey en 2008, puis retourne aux Mavericks pour finir sa carrière aux Bobcats de Charlotte où il ne joue que très peu.
Nájera prend sa retraite de joueur en août 2012 et devient entraîneur des Legends du Texas, une équipe de NBDL affiliée aux Mavericks. Il entraîne les Legends trois saisons avant d'être remplacé par Nick Van Exel.